# Sokratische Wende
Als sokratische Wende wird eine grundlegende Verschiebung des Hauptinteresses der antiken Philosophie bezeichnet, eine Zäsur, die auf das Wirken des griechischen Philosophen Sokrates (469–399 v. Chr.) zurückgeführt wird. Die Wende bestand in einer den Quellen zufolge von Sokrates initiierten allgemeinen Abwendung von der Naturphilosophie und Hinwendung zu den menschlichen Angelegenheiten. Nach der gängigen Einteilung der Philosophiegeschichte rückte mit Sokrates die Ethik ins Zentrum des Interesses, während sich die vorsokratischen Philosophen vor allem mit Themen der Naturlehre und der Ontologie beschäftigt hatten.